# Cofit
Cofit (hebrejsky צוֹפִית, v oficiálním přepisu do angličtiny Zofit, přepisováno též Tzofit) je vesnice typu mošav v Izraeli, v Centrálním distriktu, v Oblastní radě Drom ha-Šaron.

## Geografie
Leží v nadmořské výšce 72 metrů v hustě osídlené a zemědělsky intenzivně využívané pobřežní nížině, respektive Šaronské planině.
Obec se nachází 10 kilometrů od břehu Středozemního moře, cca 19 kilometrů severovýchodně od centra Tel Avivu, cca 68 kilometrů jižně od centra Haify a 2 kilometry severně od města Kfar Saba. Cofit obývají Židé, přičemž osídlení v tomto regionu je etnicky převážně židovské. Pouze 5 kilometrů severovýchodním směrem ovšem leží město Tira, které je součástí pásu měst a vesnic obývaných izraelskými Araby - takzvaný Trojúhelník. 4 kilometry na východ od mošavu se za Zelenou linií oddělující vlastní Izrael v mezinárodně uznávaných hranicích od okupovaného Západního břehu Jordánu rozkládá velké palestinské arabské město Kalkílija.
Cofit je na dopravní síť napojen pomocí místních silnic číslo 554 a 5503.

## Dějiny
Cofit byl založen v roce 1933. Zakladateli vesnice byla skupina 33 Židů z města Petach Tikva, kteří se rozhodli pro zemědělské podnikání v této oblasti. Šlo o součást širšího programu Hitjašvut ha-Elef (התיישבות האלף), který měl za cíl urychlit zřizování menších zemědělských osad, které by pomohly utvořit územně kompaktní bloky židovského osídlení v tehdejší mandátní Palestině. Během arabského povstání v Palestině v roce 1936 byl jeden člen vesnice zabit při arabském útoku.
Před rokem 1949 měl Cofit rozlohu katastrálního území 708 dunamů (0,708 kilometru čtverečního). Po válce za nezávislost v roce 1948 vesnice přijala větší množství nových židovských přistěhovalců (32 rodin) a plocha pod správou mošavu byla rozšířena. Jeho správní území tak v současnosti dosahuje 3010 dunamů (3,01 kilometru čtverečního). Místní ekonomika je založena na zemědělství (pěstování citrusů, květin, zeleniny a chov drůbeže). Velká část obyvatel již ale za prací dojíždí mimo obec.
Vesnice prochází od roku 1998 stavební expanzí, při které vyrostl nový obytný okrsek, tvořený již ryze obytnými domy, bez vazby na zemědělství.

## Demografie
Podle údajů z roku 2014 tvořili naprostou většinu obyvatel v Cofit Židé (včetně statistické kategorie "ostatní", která zahrnuje nearabské obyvatele židovského původu ale bez formální příslušnosti k židovskému náboženství).
Jde o menší sídlo vesnického typu s dlouhodobě rostoucí populací. K 31. prosinci 2014 zde žilo 1290 lidí. Během roku 2014 populace klesla o 1,0 %.
| Rok            | 1948 | 1961 | 1972 | 1983 | 1995 | 2001 | 2003 | 2004 | 2005 | 2006 | 2007 | 2008 | 2009 | 2010 | 2011 | 2012 | 2013 | 2014 |
| -------------- | ---- | ---- | ---- | ---- | ---- | ---- | ---- | ---- | ---- | ---- | ---- | ---- | ---- | ---- | ---- | ---- | ---- | ---- |
| Počet obyvatel | 237  | 618  | 336  | 402  | 493  | 656  | 746  | 811  | 842  | 890  | 962  | 988  | 1239 | 1297 | 1282 | 1283 | 1303 | 1290 |